# Notholithocarpus densiflorus
Notholithocarpus densiflorus är en bokväxtart som först beskrevs av William Jackson Hooker och George Arnott Walker Arnott, och fick sitt nu gällande namn av Manos, Cannon och S.H.Oh. Notholithocarpus densiflorus ingår i släktet Notholithocarpus och familjen bokväxter.

## Underarter
Arten delas in i följande underarter:
- N. d. densiflorus
- N. d. echinoides

## Bildgalleri

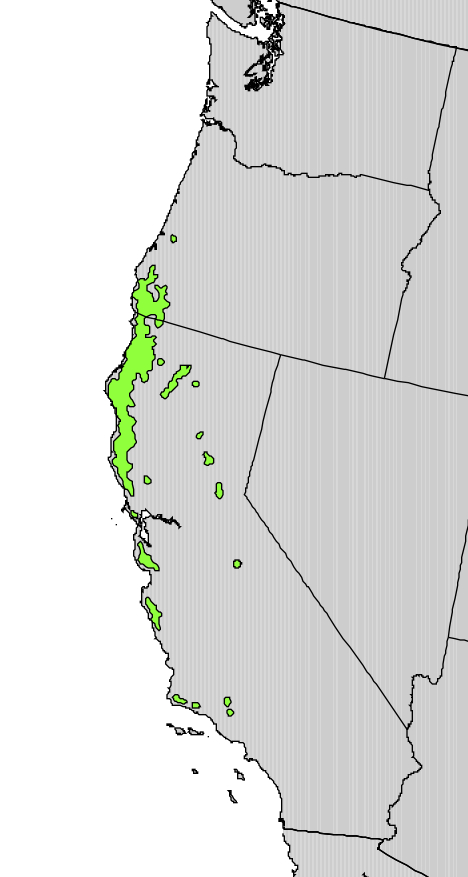
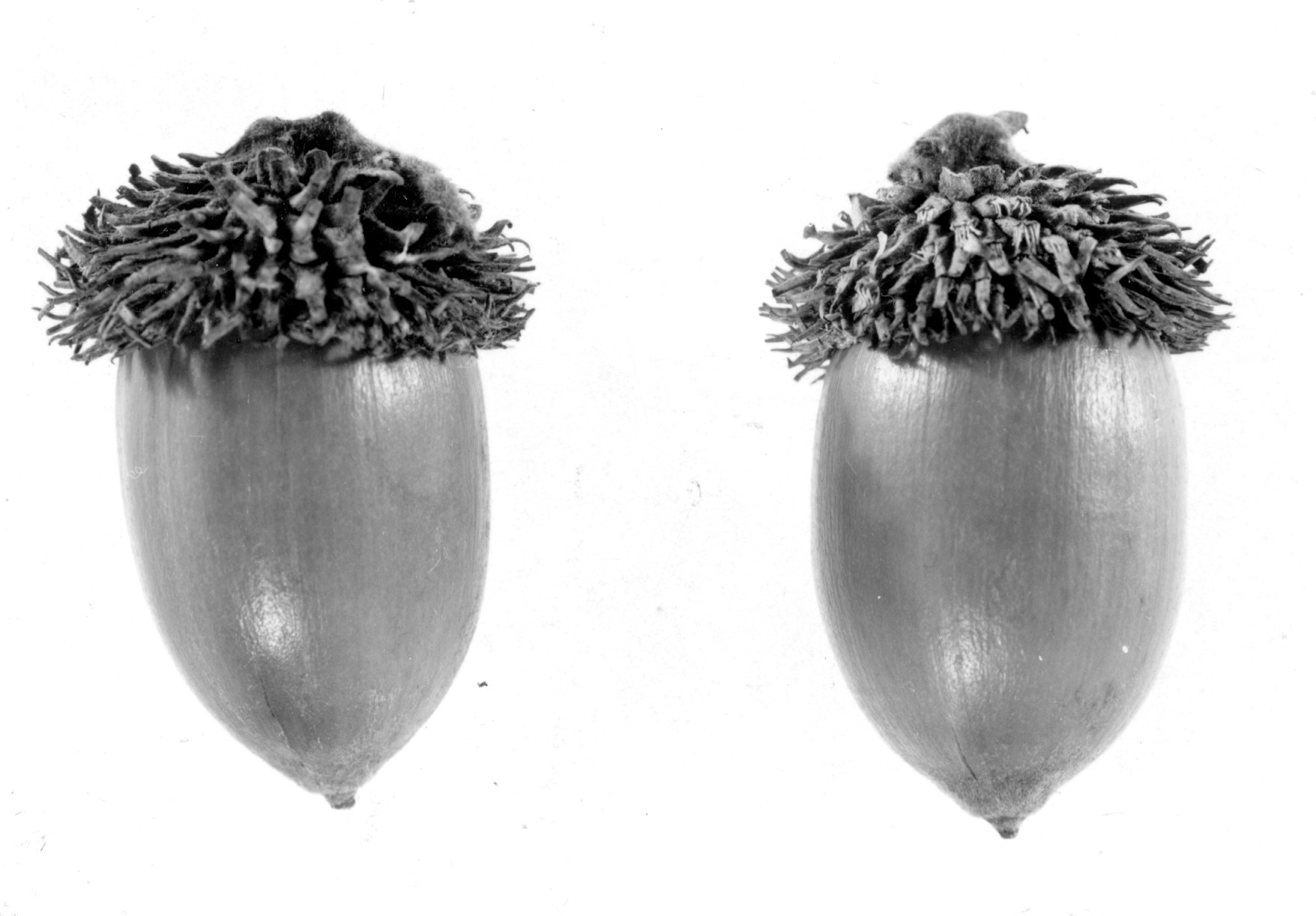
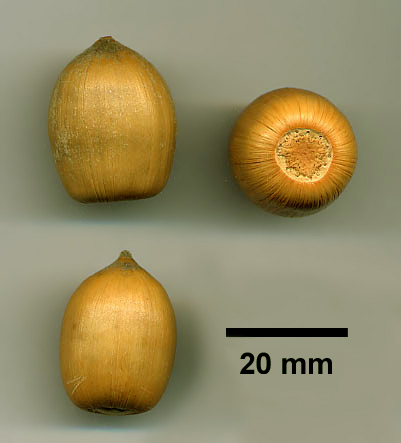
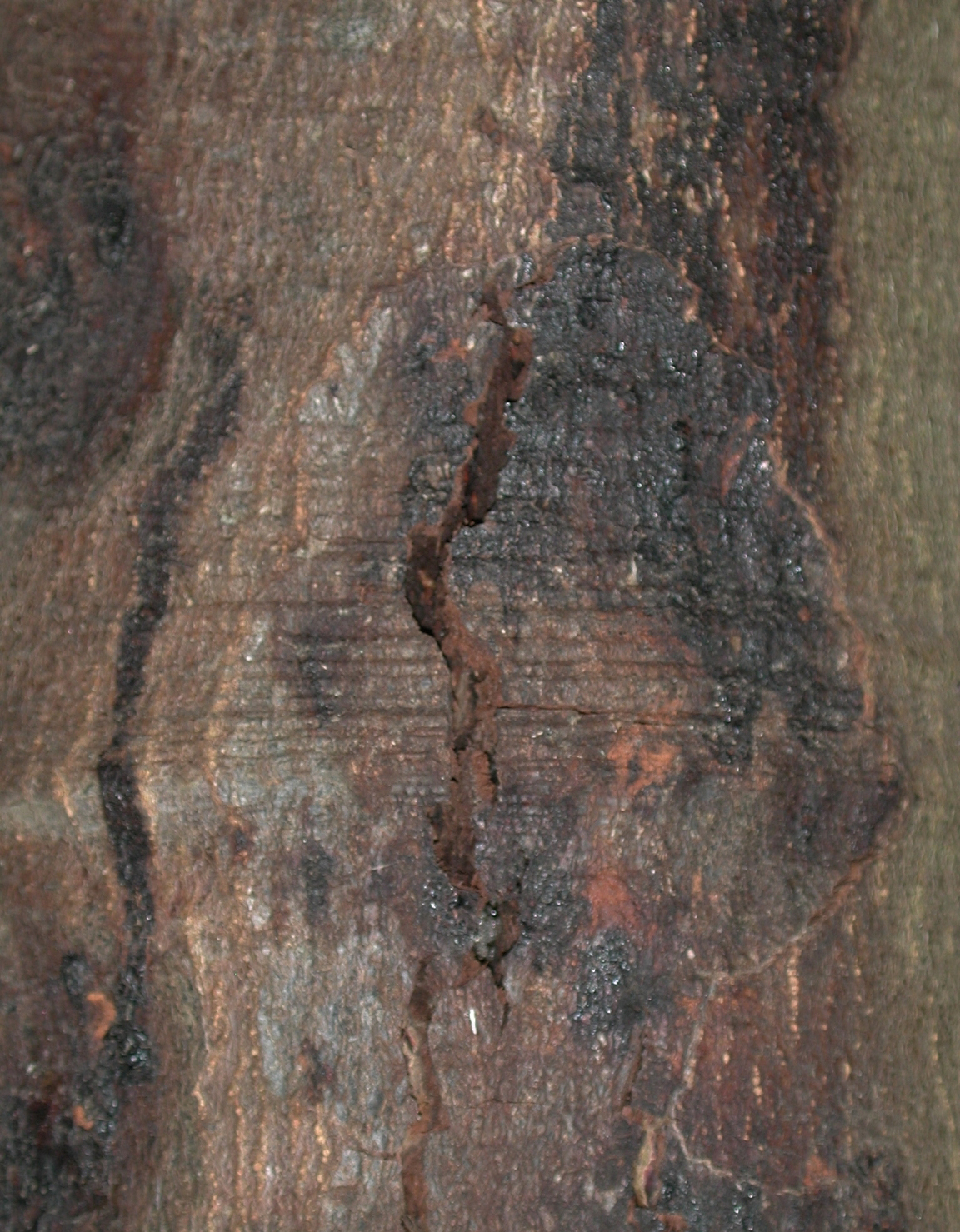
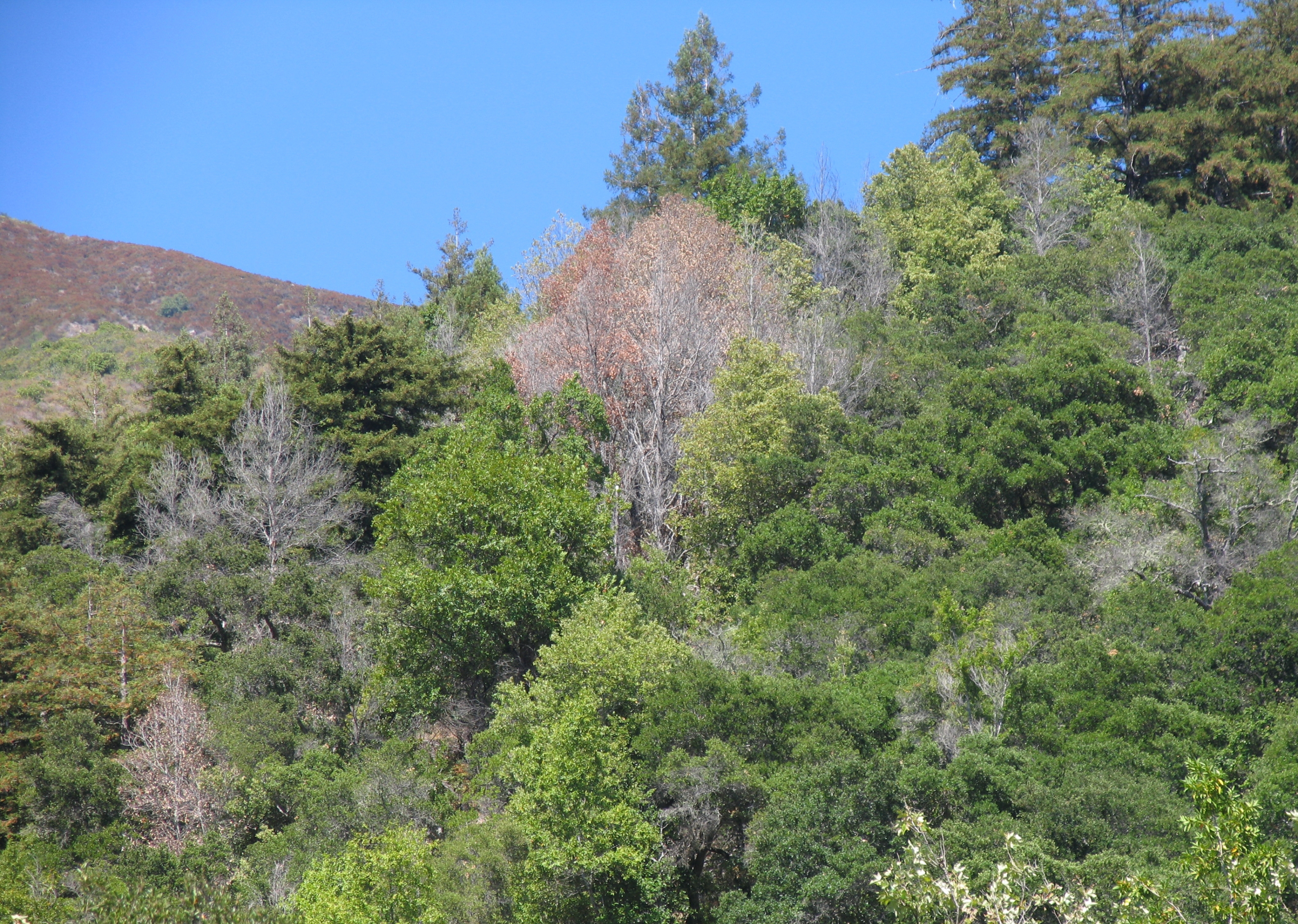
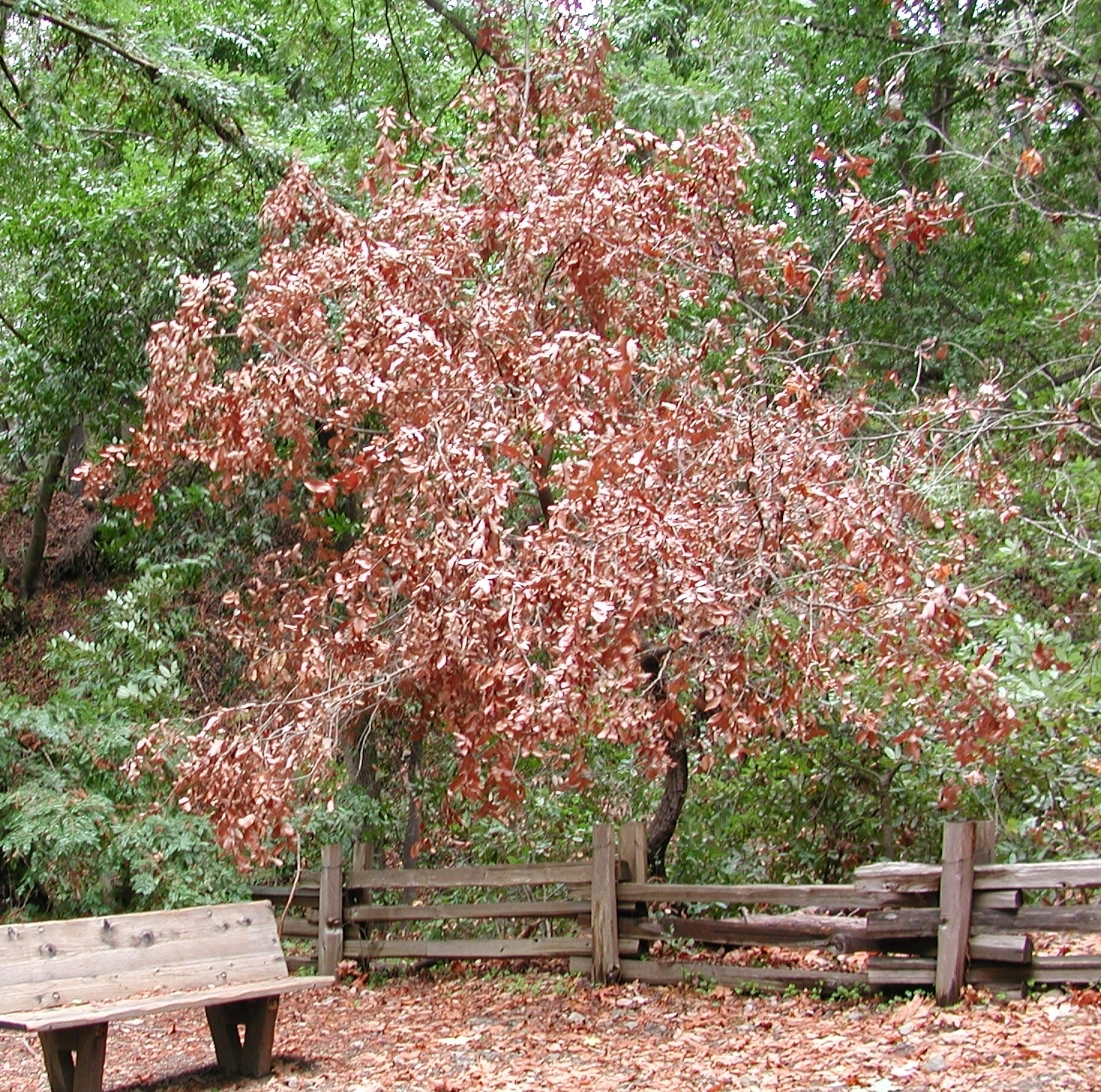